# جیمز اچ. کایل
جیمز اچ. کایل (به انگلیسی: James H. Kyle) سناتور سابق عضو حزب مردم (ایالات متحده آمریکا) بود. وی در سال ۱۸۹۱ تا ۱۹۰۱ میلادی سناتور ایالت داکوتای جنوبی در سنای ایالات متحده آمریکا بود.